# Jānis Vucāns
Jānis Vucāns (ur. 9 lutego 1956 w Rydze) – łotewski wykładowca i polityk, były rektor Wyższej Szkoły w Venstpils (Windawie), od 2010 poseł na Sejm X i XI kadencji.

## Życiorys
Kształcił się w szkole średniej nr 1 w Rydze. W 1979 ukończył studia matematyczne w Łotewskim Uniwersytecie Państwowym im. Pēterisa Stučki. W 1988 uzyskał stopień kandydata nauk w dziedzinie matematyki i fizyki na Białoruskim Uniwersytecie Państwowym (nostryfikowany na Uniwersytecie Łotewskim w 1992).
Pracował jako wykładowca w Łotewskim Uniwersytecie Państwowym (po transformacji: Uniwersytet Łotewski), następnie profesor i rektor Wyższej Szkoły w Windawie (2000–2011). Wykonywał mandat radnego z ramienia ugrupowania "Dla Łotwy i Windawy". W wyborach w 2010 uzyskał jeden z trzech mandatów, które przypadły LV z listy ZZS. 21 lipca 2011 został wybrany wiceprzewodniczącym Sejmu, po tym jak ze stanowiska zrezygnował Gundars Daudze. 18 października 2011 objął funkcję zastępcy sekretarza parlamentu XI kadencji.
Żonaty, ma dwie córki.

## Odznaczenia
- Medal Rady Bałtyckiej – 2013[3]